# CONCACAF Gold Cup 2013/Gruppe C
Die Gruppe C des CONCACAF Gold Cups 2013 war eine von drei Gruppen, in denen die Vorrundenspiele des Turniers ausgetragen wurden. Sie bestand aus vier Mannschaften: Costa Rica, Kuba, Belize und den USA. Die Partien fanden vom 10. Juli bis 17. Juli 2013 statt. Die Austragungsorte waren Portland, Sandy, und East Hartford.

## Tabelle
| Pl. | Land       | Sp. | S | U | N | Tore    | Diff. | Punkte |
| --- | ---------- | --- | - | - | - | ------- | ----- | ------ |
| 1.  | USA        | 3   | 3 | 0 | 0 | 011:200 | +9    | 09     |
| 2.  | Costa Rica | 3   | 2 | 0 | 1 | 004:100 | +3    | 06     |
| 3.  | Kuba       | 3   | 1 | 0 | 2 | 005:700 | −2    | 03     |
| 4.  | Belize     | 3   | 0 | 0 | 3 | 001:110 | −10   | 0      |

## Spiele
| 9. Juli 2013 | Costa Rica                     | 3:0                 | Kuba | Jeld-Wen Field, Oregon, OR Zuschauer: 18.724 Schiedsrichter: Elmer Bonilla (El Salvador) |
| 9. Juli 2013 | Barrantes 52′, 77′ Arrieta 71′ | Report im Webarchiv |      | Jeld-Wen Field, Oregon, OR Zuschauer: 18.724 Schiedsrichter: Elmer Bonilla (El Salvador) |

| 9. Juli 2013 | Belize      | 1:6                 | Vereinigte Staaten                                                 | Jeld-Wen Field, Oregon, OR Zuschauer: 18.724 Schiedsrichter: Héctor Rodríguez (Honduras) |
| 9. Juli 2013 | Gaynair 40′ | Report im Webarchiv | Wondolowski 12′, 37′, 41′ Holden 58′ Orozco 72′ Donovan 76′ (11 m) | Jeld-Wen Field, Oregon, OR Zuschauer: 18.724 Schiedsrichter: Héctor Rodríguez (Honduras) |

| 13. Juli 2013 | Vereinigte Staaten                                   | 4:1                 | Kuba        | Rio Tinto Stadium, Utah, UT Zuschauer: 17.597 Schiedsrichter: David Gantar (Kanada) |
| 13. Juli 2013 | Donovan 45+1′ (11 m) Corona 57′ Wondolowski 66′, 84′ | Report im Webarchiv | Alfonso 36′ | Rio Tinto Stadium, Utah, UT Zuschauer: 17.597 Schiedsrichter: David Gantar (Kanada) |

| 13. Juli 2013 | Costa Rica     | 1:0                 | Belize | Rio Tinto Stadium, Utah, UT Zuschauer: 17.597 Schiedsrichter: Enrico Wijngaarde (Suriname) |
| 13. Juli 2013 | Eiley 49′ (ET) | Report im Webarchiv |        | Rio Tinto Stadium, Utah, UT Zuschauer: 17.597 Schiedsrichter: Enrico Wijngaarde (Suriname) |

| 16. Juli 2013 | Kuba                                 | 4:0                 | Belize | Rentschler Field, Connecticut, CT Zuschauer: 25.432 Schiedsrichter: Enrico Wijngaarde (Suriname) |
| 16. Juli 2013 | Martínez 38′, 62′, 84′ Márquez 90+3′ | Report im Webarchiv |        | Rentschler Field, Connecticut, CT Zuschauer: 25.432 Schiedsrichter: Enrico Wijngaarde (Suriname) |

| 16. Juli 2013 | Vereinigte Staaten | 1:0                 | Costa Rica | Rentschler Field, Connecticut, CT Zuschauer: 25.432 Schiedsrichter: Courtney Campbell (Jamaika) |
| 16. Juli 2013 | Shea 82′           | Report im Webarchiv |            | Rentschler Field, Connecticut, CT Zuschauer: 25.432 Schiedsrichter: Courtney Campbell (Jamaika) |